# Běstvina
Obec Běstvina (německy Bestwina) se nachází v okrese Chrudim v Pardubickém kraji. Žije zde 562 obyvatel.
Nedaleko obce Běstvina se nachází populační střed České republiky (k roku 2011). Běstvina je známá jako místo konání letních odborných soustředění Biologické a Chemické olympiády Běstvina a Běstvinka.

## Historie
První písemná zmínka o obci pochází z roku 1137.
Znak a vlajka byly obci uděleny rozhodnutím předsedy Poslanecké sněmovny Parlamentu České republiky dne 21. června 2018.

## Obyvatelstvo
| Rok            | 1869  | 1880  | 1890  | 1900  | 1910  | 1921  | 1930  | 1950 | 1961 | 1970 | 1980 | 1991 | 2001 | 2011 | 2021 |
| -------------- | ----- | ----- | ----- | ----- | ----- | ----- | ----- | ---- | ---- | ---- | ---- | ---- | ---- | ---- | ---- |
| Počet obyvatel | 1 348 | 1 501 | 1 304 | 1 212 | 1 226 | 1 218 | 1 184 | 876  | 945  | 803  | 691  | 518  | 540  | 514  | 534  |
| Počet domů     | 153   | 160   | 157   | 163   | 165   | 161   | 201   | 242  | 230  | 230  | 205  | 266  | 279  | 297  | 309  |

## Pamětihodnosti
- Zámek Běstvina
- Kaple svatého Jana Nepomuckého před zámkem
- Kostel svatého Jana Křtitele
- Památný platan

## Příroda
- CHKO Železné hory

## Části obce
- Běstvina
- Pařížov
- Rostejn
- Spačice
- Vestec

## Fotogalerie

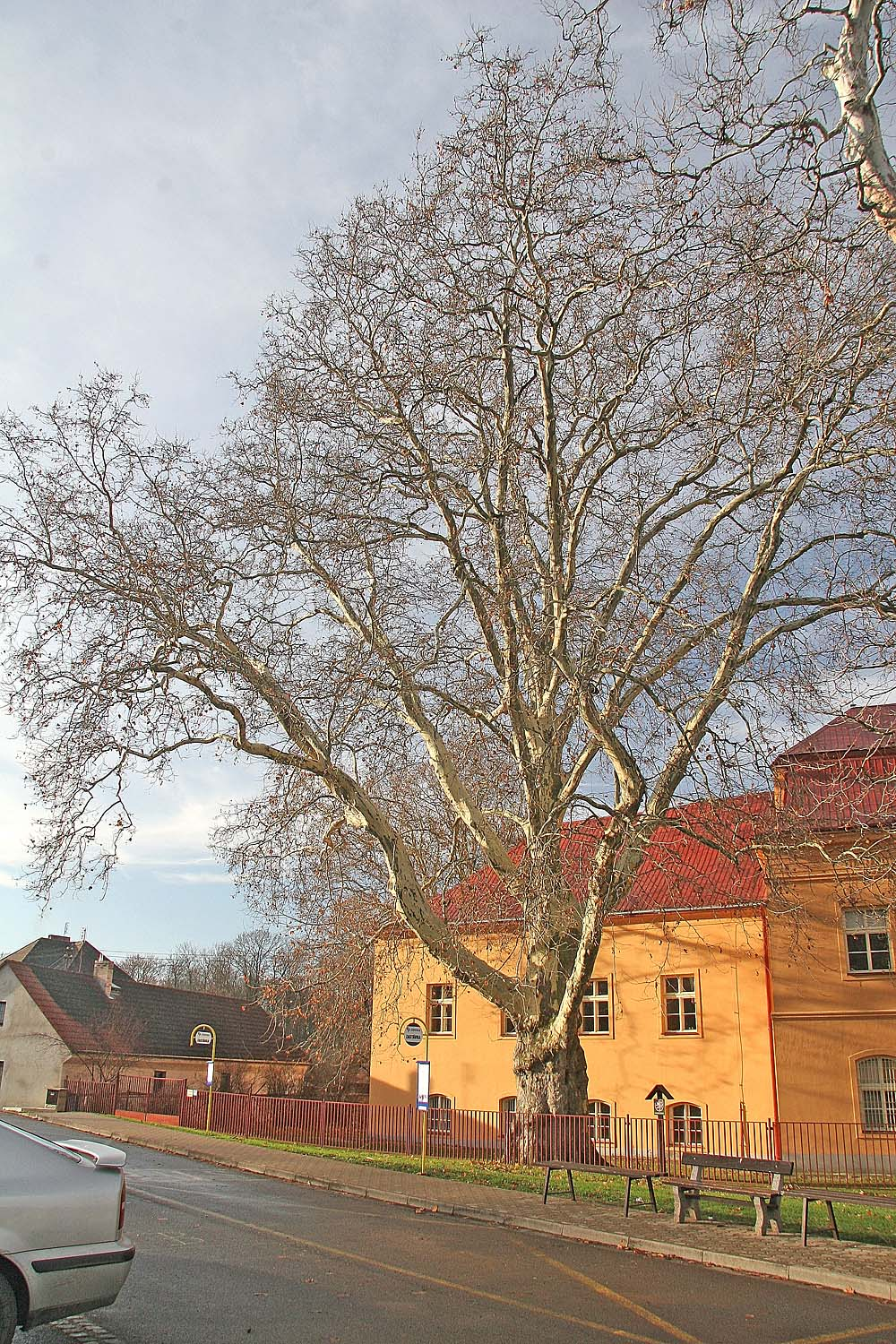
památný platan u zámku v Běstvině
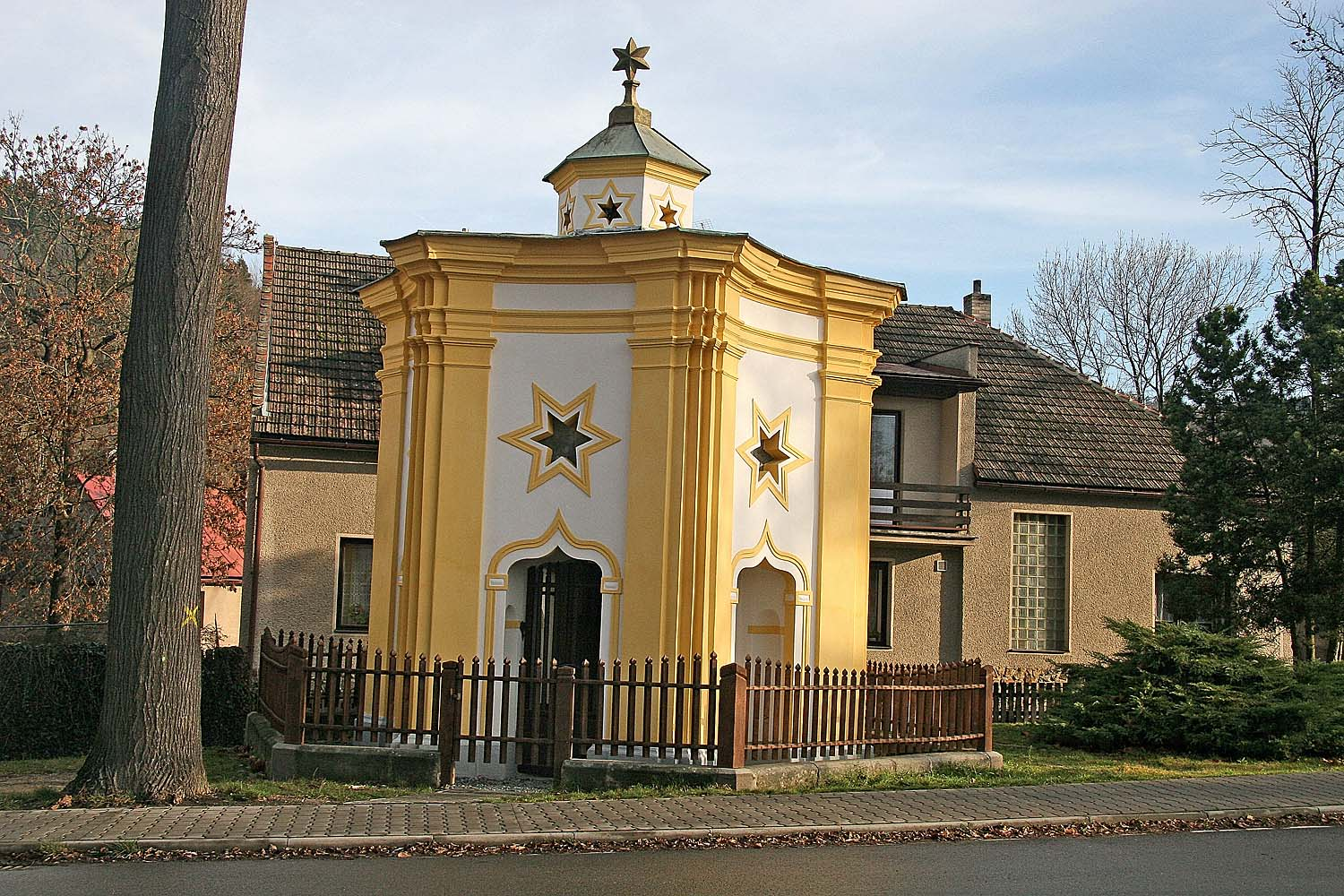
Kaple svatého Jana Nepomuckého v Běstvině
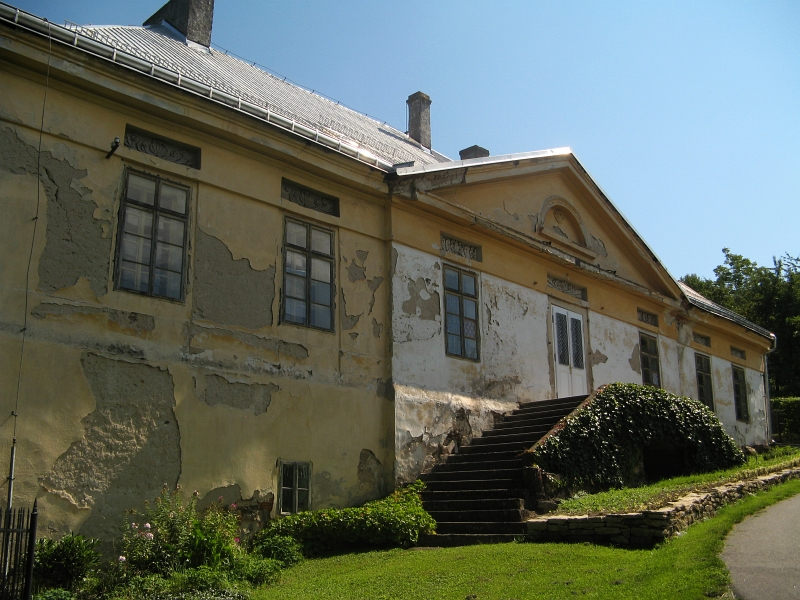
Panský dům
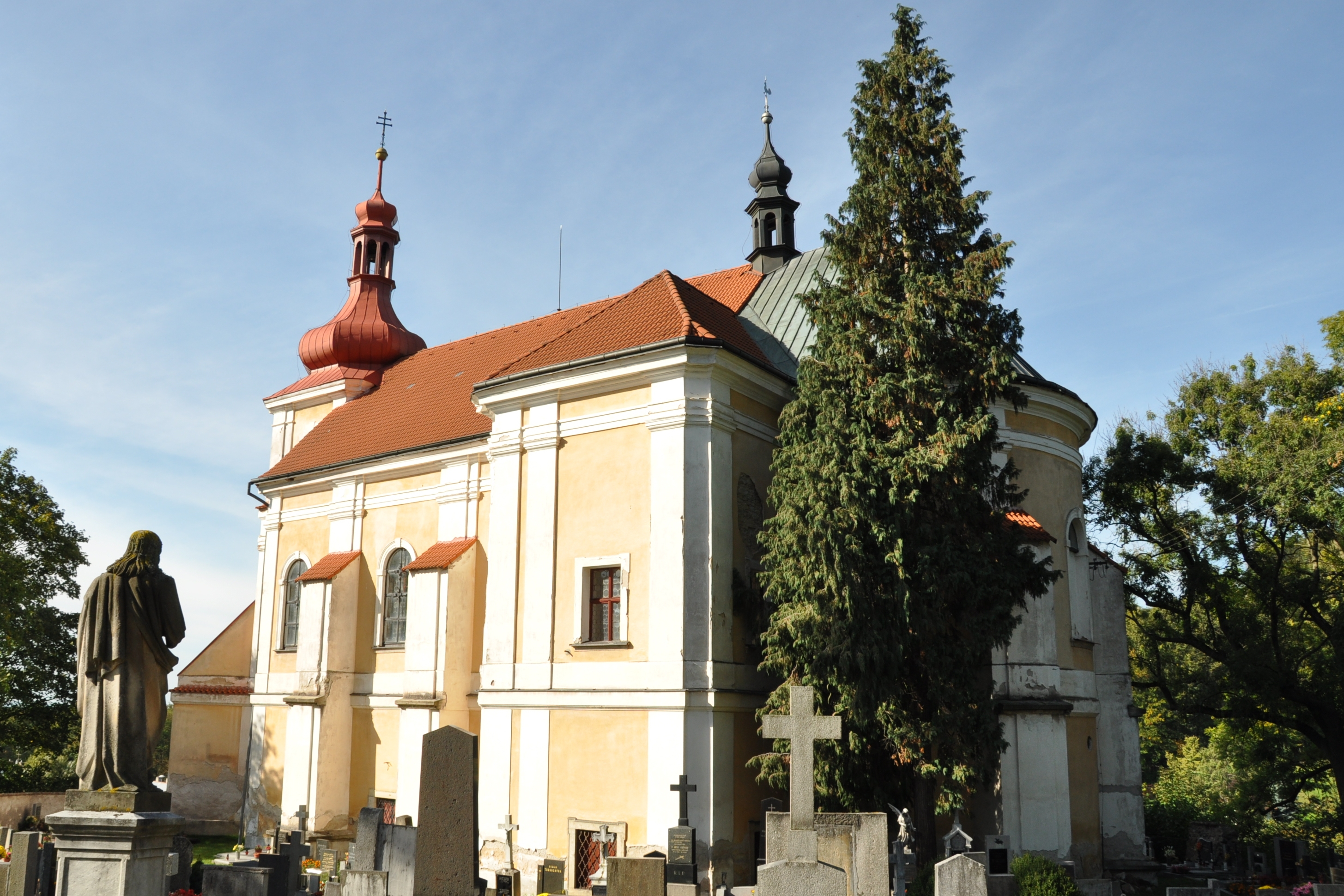
Kostel
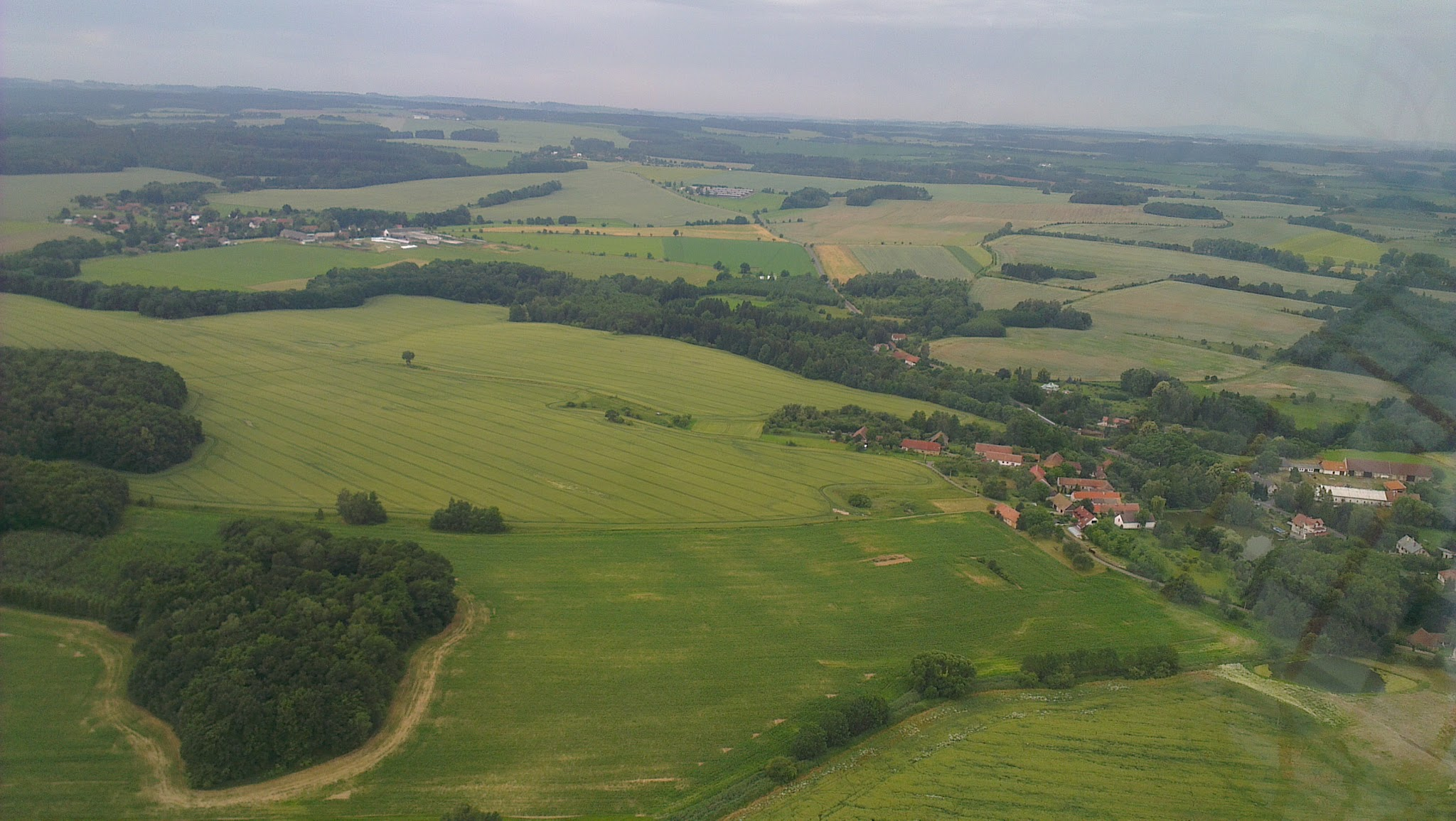
Panoráma